# Teatro antiguo (Arlés)
El teatro antiguo es un teatro romano que existe en Arlés, localidad del sur de Francia, siendo uno de los lugares calificados como Patrimonio de la Humanidad por la Unesco, dentro del Sitio «Monumentos romanos y románicos de Arlés», con concreto con el código de identificación 164-002.
El teatro antiguo fue construido a finales del siglo I a. C. poco después de la fundación de la colonia romana. Comenzado hacia el año 40-30 a. C., se acabó el año 12 a. C., convirtiéndose así en uno de los primeros teatros de piedra del mundo romano. El teatro se inscribe dentro de la cuadrícula romana, sobre el decumano y forma parte del plan de urbanismo de Augusto. Las primeras excavaciones de 1651 sacaron a la luz la famosa «Venus de Arlés» (estatua en mármol, actualmente en el Louvre).

## Descripción

### El monumento
El teatro inicial incluía tres partes: la cavea, espacio semicircular que recibe a los espectadores, la escena donde actuaban los protagonistas y el muro que servía a la vez de decorado y cierre del monumento. 
La cavea, de un diámetro de 102 metros, podía acoger a 10 000 espectadores sentados sobre 33 hileras de gradas. En Arlés, el teatro contenía pues dos veces menos espectadores que las Arenas y el Circo. Los espectadores se repartían según su clase social: el pueblo en lo alto y los caballeros y los notables sobre las gradas inferiores y la orquesta.

La escena propiamente dicha estaba constituida por una plataforma de madera de 50 metros de largo por 6 metros de ancho y albergaba en sus estructuras inferiores, la maquinaria del teatro.

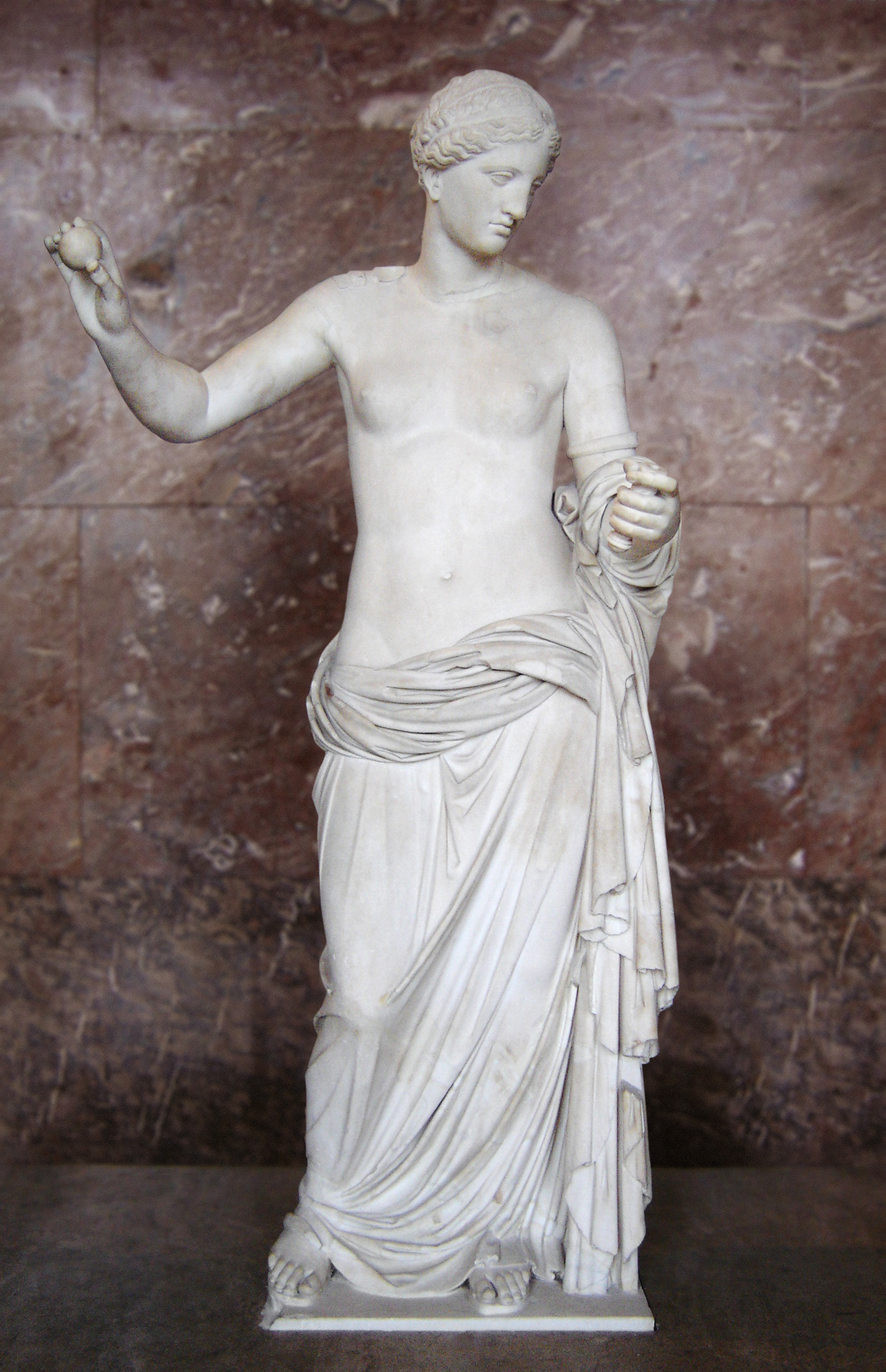
La Venus de Arlés de la que Adolf Furtwängler (Meisterwerke ..., Leipzig, 1893, p. 564.) creyó que se trataba de una copia de la Afrodita de Tespias (Louvre, Ma 439/MR 365).

La pared del fondo estaba decorada, sobre tres niveles, por un centenar de columnas de orden corintio de las cuales solo dos han resistido el paso del tiempo. La pared sostenía probablemente un tejadillo para proteger la escena de las inclemencias. Los nichos de la pared guardaban una estatuaria de inspiración griega, tal como ocurre con la Venus de Arlés, desgraciadamente restaurada, que se expone en el Louvre.

### Los usos
El teatro a diferencia del anfiteatro o el circo ofrecía espectáculos donde interpretaban actores; se representaban tragedias, comedias, mimos y pantomimas romanos o griegos con destino a un público probablemente más refinado. Estas obras teatrales representadas esencialmente en fiestas celebradas en honor de dioses, eran gratuitas para que todos pudieran asistir. 

## Historia de este
El teatro de Arlés se construyó en lo alto de la colina del Hauture (barrio de Arlés) sobre el decumano, a finales del siglo I a. C. Su construcción acabó probablemente a partir del 12 a. C. y la riqueza de su decoración daban prueba de la importancia concedida a la colonia arlesiana por el emperador Augusto. Este lugar, a diferencia de lo que ocurría en Grecia, no se atribuía a Dionisos, sino a Apolo, divinidad honrada por este emperador.
Se informa de que el emperador Constancio II celebró una representación grandiosa el 10 de octubre de 353 y este lugar de espectáculos siguió funcionando hasta principios del siglo V. En esa época, la Iglesia, ferozmente opuesta a los actores y a los espectáculos paganos, utilizó el teatro como cantera para la construcción de la basílica paleocristiana de San Esteban, emprendida bajo el episcopado de Hilario.

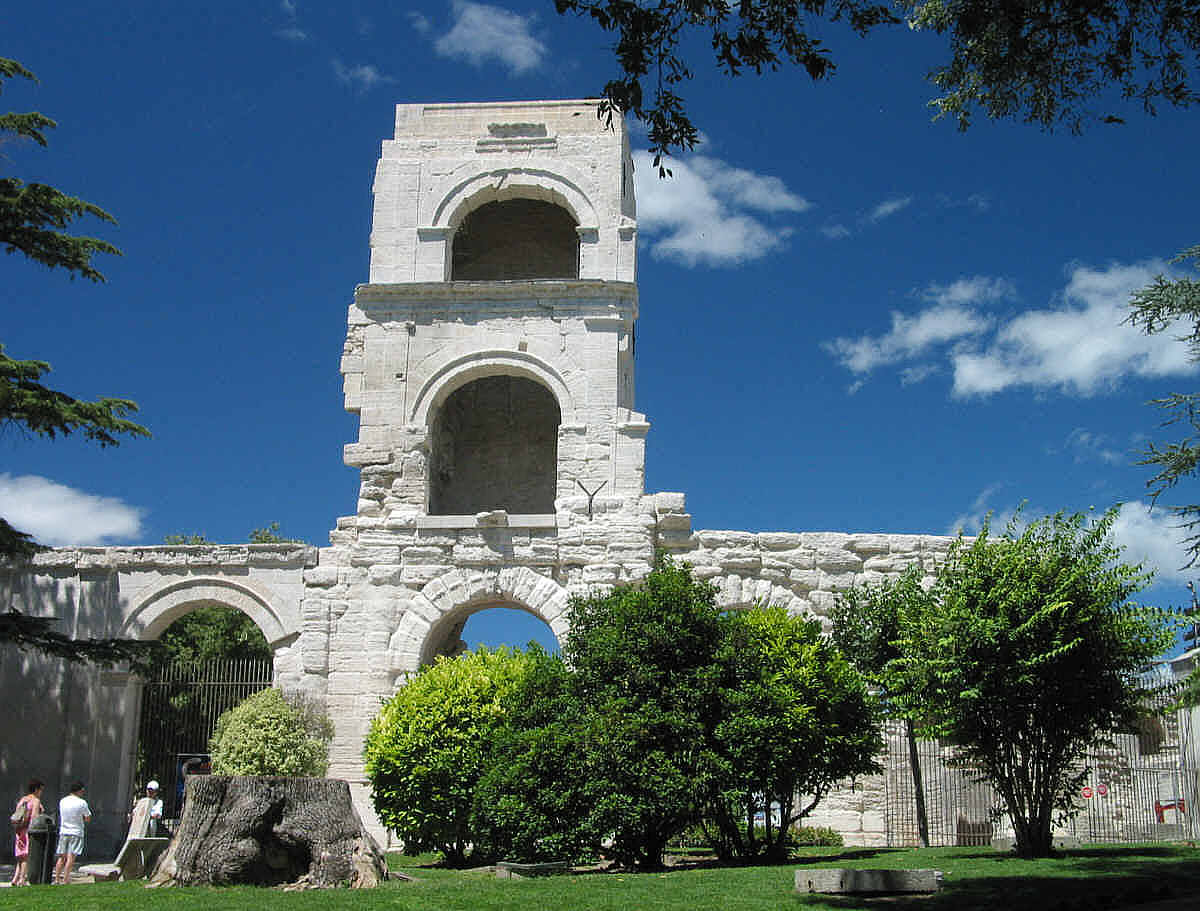
Torre meridional del Teatro antiguo de Arlés

Más tarde, probablemente entre finales del siglo VI y comienzos del VIII, uno de sus muros se reforzó, integrándose en el recinto de la ciudad y fue dotado de una torre de defensa denominada la Torre de Rotland.
Después el terreno fue progresivamente parcelándose, con viviendas y callejuelas. Se construyeron algunos palacetes y las órdenes religiosas se instalaron, en particular los Jesuitas que establecieron su primer colegio y las Hermanas de la Misericordia. En 1755 - 1789, el patio del convento donde eran visibles las dos columnas sirvieron para presentar al público los descubrimientos arqueológicos hechos in situ.
El teatro comenzó a descubrirse a partir 1828, gracias a la acción del alcalde de la época, el barón de Chartrouse. Los trabajos se reanudaron en los años 1840 y terminados en 1860. 
El teatro antiguo de Arlés forma parte de los monumentos históricos de Francia incluidos en la lista de 1840, elaborada por Próspero Mérimée.

## Situación actual

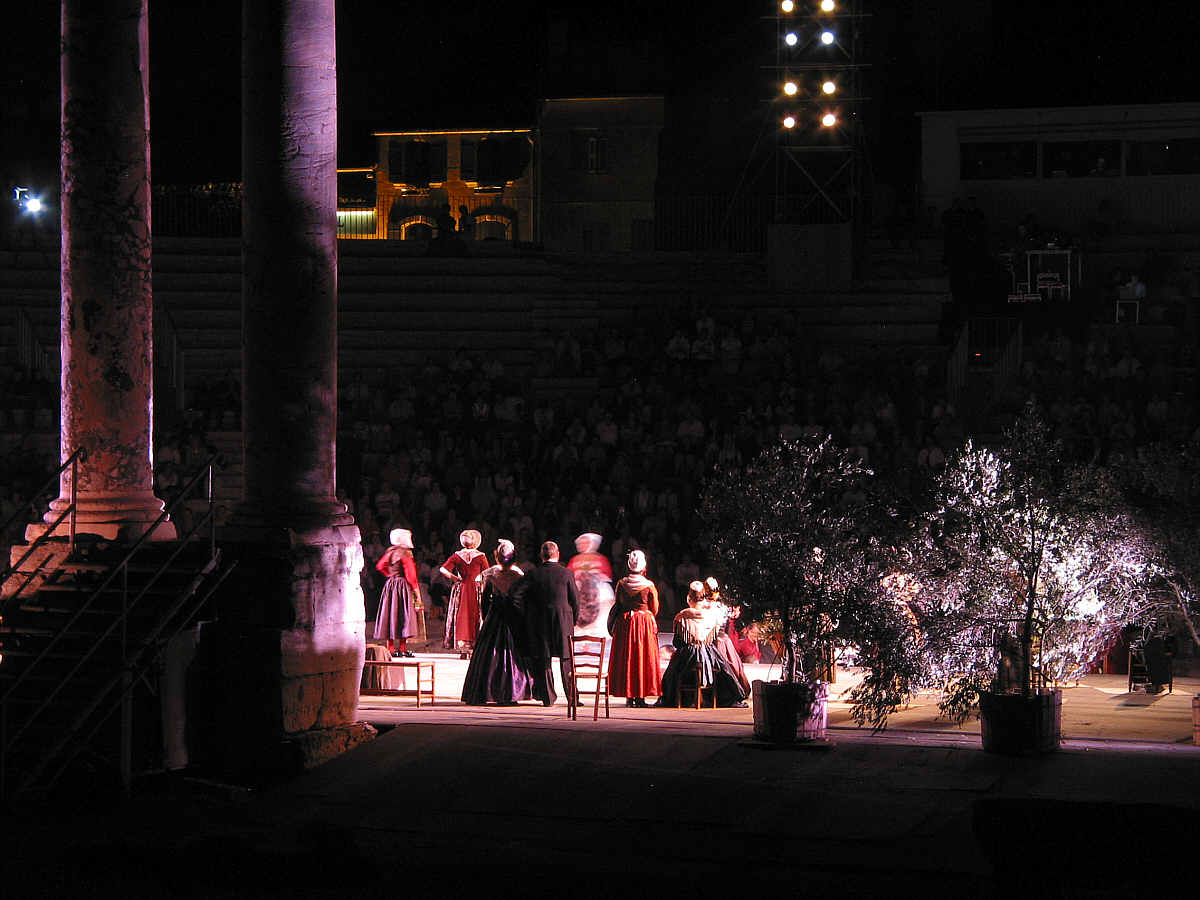
Teatro Antiguo de Arlés por la noche

Actualmente, el monumento se visita. De la elevación antigua que soportaba la cavea, no queda más que un tramo, englobado durante la Edad Media dentro de la defensa de la ciudad donde fue transformada en una torre de defensa. La orquesta conserva en su centro el rastro del sellado del altar dedicado a los cisnes, emblema de Augusto, dedicado a Apolo. Finalmente, quedan solas y misteriosas, dos columnas del centenar que decoraba el muro de la escena.
En este monumento también se celebran espectáculos. En particular, acoge, entre finales de junio y a finales de agosto, las Fêtes d'Arles et du costume («Fiestas de Arlés y del traje»), los Rencontres Internationales de la Photographie («Encuentros de Arlés»), el Festival des Suds («Festival del Sur») y el Festival du film péplum («Festival del cine peplum»).